# Orbán Gábor (nyelvész)
Orbán Gábor (Kőszeg, 1883. január 1. – Pozsony, 1958. január 28.) nyelvész.

## Élete
Privigyén, majd Pozsonyban volt gimnáziumi tanár. 1931-1936 között a Csehszlovákiai Magyar Tudományos, Irodalmi és Művészeti Társaság elnöke volt.
A kormányzattal együttműködő közéleti aktivizmus képviselője. 1950-től a pozsonyi Pedagógiai Főiskolán és a Comenius Egyetem Magyar Nyelv és Irodalmi Tanszékén oktatott. Szakterülete elsősorban a finnugor és a magyar nyelvészet. Nyelvműveléssel és szótárírással is foglalkozott, több tankönyve és szöveggyűjteménye is ismert.

## Művei
- 1907 A magyar nemzeti énekmondás
- 1932 A finnugor nyelvek számnevei
- 1933 Új szlovák–magyar és magyar–szlovák szótár (tsz. Mendreszóra Miklós)
- 1935 A magyar nyelv
- 1953 A magyar szókincs
- 1956 A helyes magyarság irányelvei
- 1956 Bevezetés a nyelvtudományba